# Puente Kongolo
El Puente Kongolo (en francés: Pont Kongolo) es un puente ferroviario y carretero que cruza el río Lualaba, en la República Democrática del Congo y es uno de sólo dos puentes principales (el otro es el Puente Matadi) para cruzar cualquier afluente de la cuenca del río Congo. Fue construido por los belgas en 1939, y fue reconstruido en el año 1968 bajo el régimen de Mobutu. Se encuentra cerca de la ciudad de Kongolo.
El tramo principal del puente es de 70,00 m.